# Йыкс, Аллар
Аллар Йыкс (эст. Allar Jõks, род. 18 марта 1965, Тарту) — эстонский юрист и государственный деятель, бывший канцлер юстиции Эстонии.
Учился на юридическом факультете Тартуского университета и окончил его в 1991 году. С 1991 по 1995 был судьей и председателем Ляэнеского уездного суда. С 1995 по 2001 — судья административной коллегии Таллиннского окружного суда. В 2001 году сменил Ээрика-Юхана Труувяли на должности канцлера юстиции Эстонии. В 2008 году покинул эту должность в связи с истечением семилетнего срока. Был советником омбудсмена Грузии Созара Субари.
2 апреля 2009 года стал партнером в юридической компании SORAINEN .
В 2015 году Йыкс занял первое место в списке самых влиятельных юристов Эстонии по версии Delfi и Eesti Päevaleht. 23 мая 2016 года Йыкс сообщил о своей готовности баллотироваться на пост президента Эстонии. Его кандидатуру поддержал Союз Отечества и Res Publica.